# Motnje hranjenja
Motnje hranjenja so duševne motnje povezane z neprimernimi načini prehranjevanja, ki neugodno vplivajo na posameznikovo psihično in fizično stanje. Motnje hranjena so lahko povezane s prekomernim uživanjem hrane v zelo kratkem času ali pa premajhnim vnosom le te v telo, kar ima za posledico nizko telesno težo kot je to v primeru anoreksije nervoze.  V primeru bulimije  ljudje zaužito hrano izbruhajo.
Poznamo več vrst motenj hranjenja kot so:
-bulimija
-anoreksija
-ortoreksija
-Prader-willijev sindrom
-bigoreksija, 
-sindrom nočnega prenajedanja 
-dismorfofobija,  
-kompulzivno prenajedanje 
-pika.